# Венера і музикант

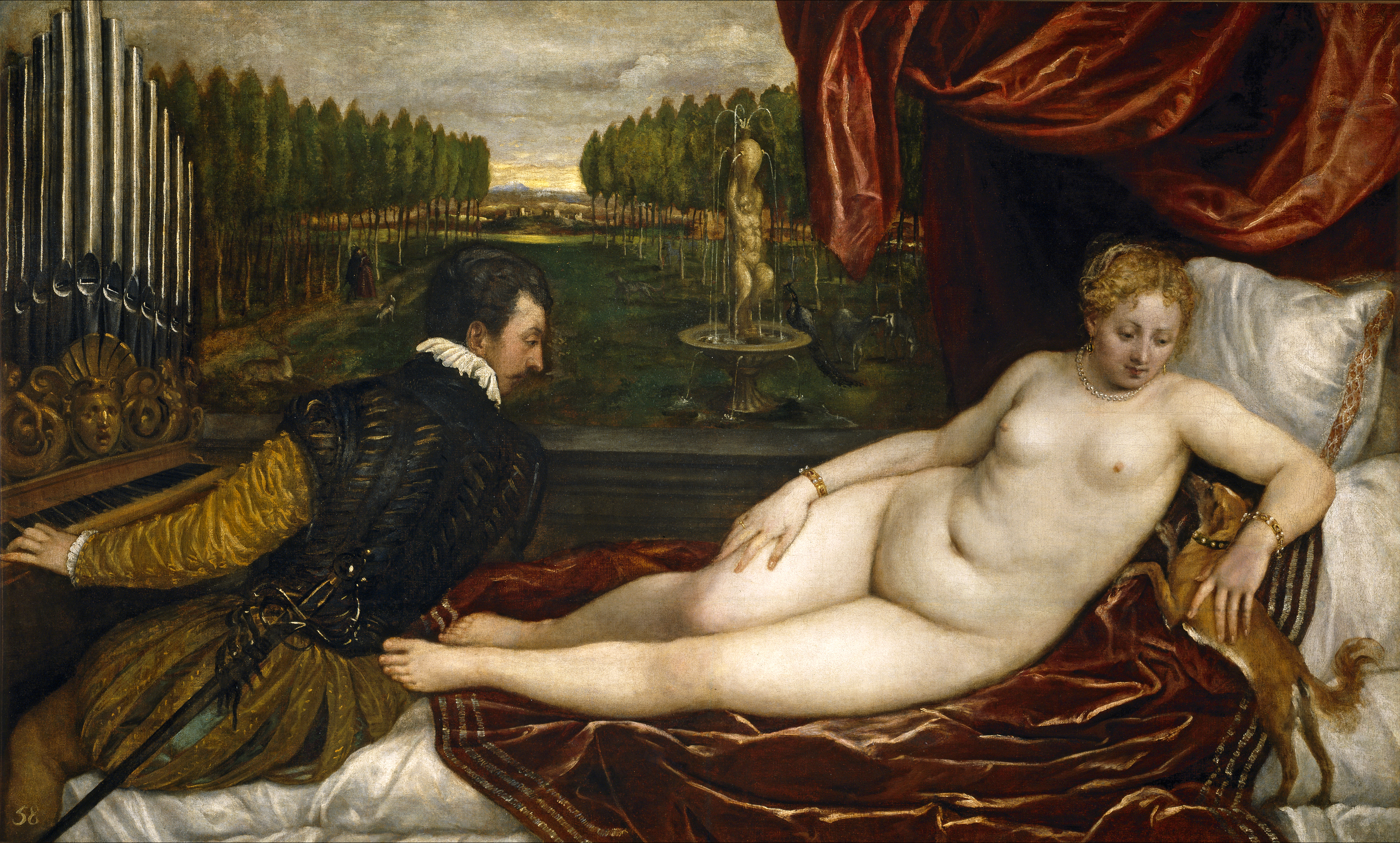
«Венера і музикант» або «Венера з органістом і собакою», Прадо, c. 1550 рік

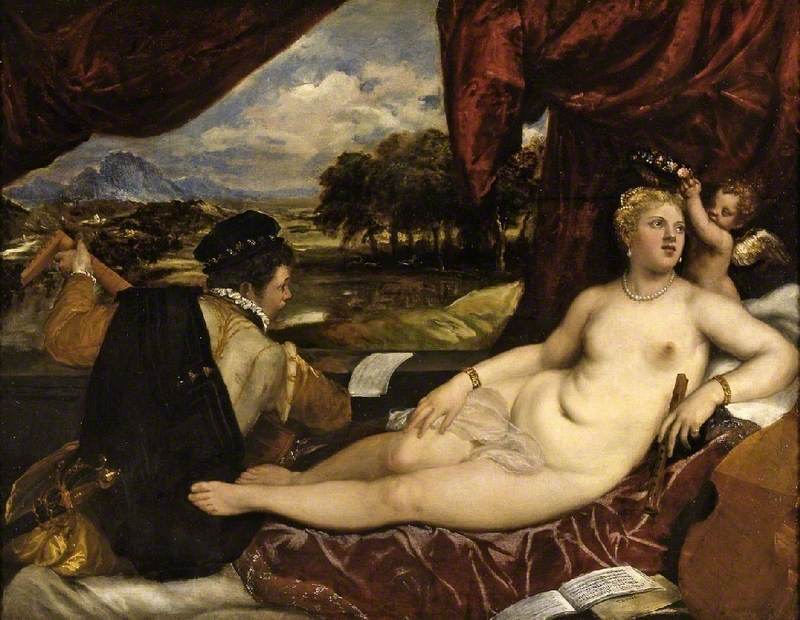
Музей Фіцвільяма, Кембридж, з лютністом і Купідоном, бл. 1555–65

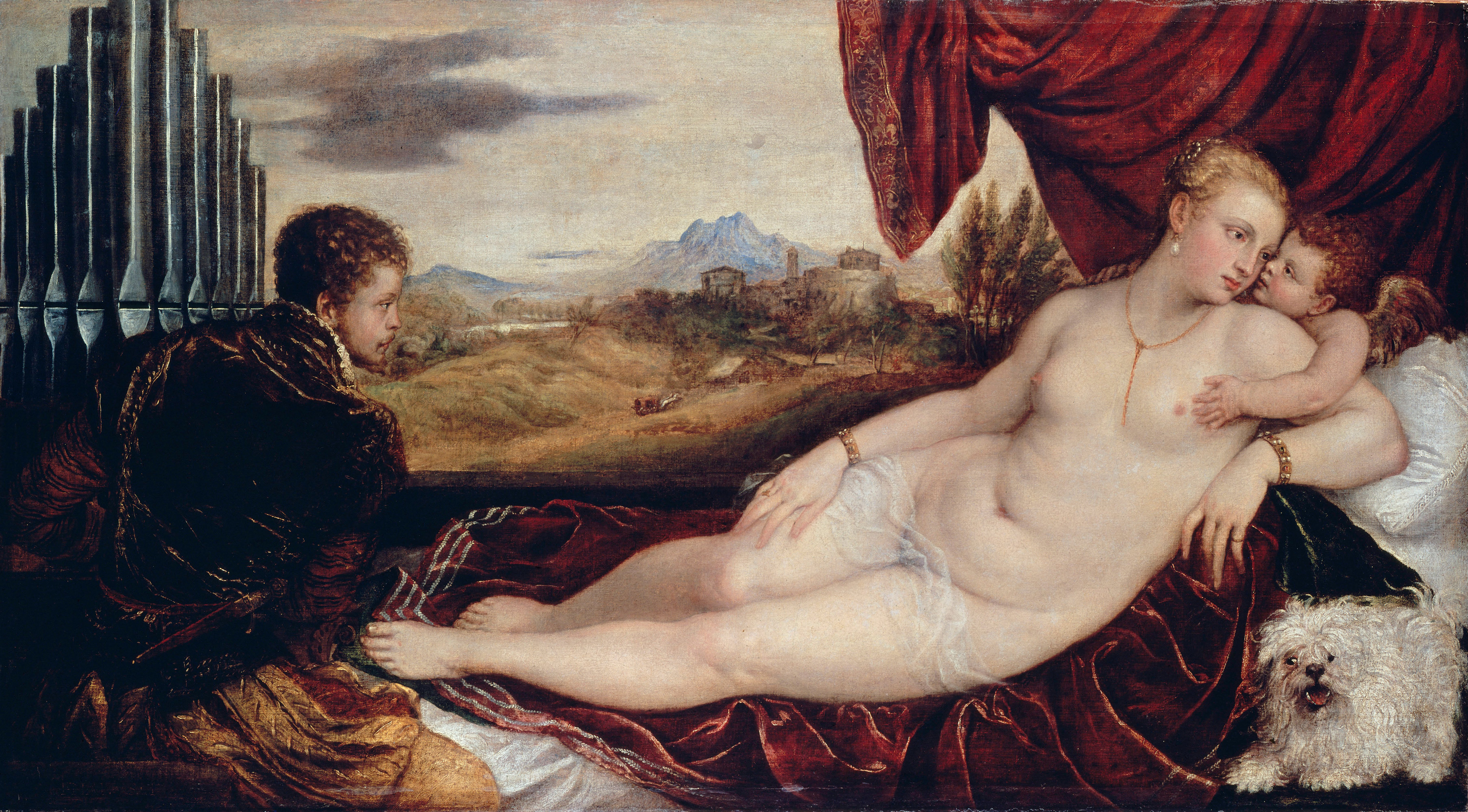
Берлінська картинна галерея, органіст, собака та Амур, 115 x 210 см

«Венера і музикант» належить до серії картин венеціанського художника епохи Відродження Тіціана та його майстерні.
У майстерні Тіціана було створено багато версій «Венери і музиканта», які можуть бути відомі під різними іншими назвами, що вказують на елементи, наприклад «Венера з органістом», «Венера з лютністом» тощо. У більшості версій ліворуч зображений чоловік, який грає на маленькому органі, але в інших версіях звучить лютня. У Венери на подушках є маленький супутник, іноді Купідон, в інших версіях — собака, в Берліні — купідон і собака. Вважається, що картини датуються кінцем 1540-х років.
Багато картин Тіціана існують у кількох версіях, особливо його міфологічні сюжети з оголеною натурою. Пізніші версії, як правило, здебільшого або повністю належать його майстерні, при цьому ступінь особистого внеску Тіціана є невизначеним і є предметом різних поглядів. Усі версії «Венери і музиканта» написані олією на полотні і поділяються на дві пропорції та розміри, причому дві версії з органістом ширші.
П'ять версій, які зазвичай вважаються принаймні переважно Тіціаном, з органістом, дві в Мадриді та одна в Берліні, і з лютністом у Кембриджі та Нью-Йорку. Інша версія в Уффіці у Флоренції менш високо цінується, на ній немає музиканта, але є Амур, а також чорно-білий собака біля підніжжя ліжка, який спостерігає за куріпкою на парапеті.
У всіх варіантах ліжко Венери розташоване на лоджії або на тлі великого відкритого вікна з невисокою кам'яною стіною чи парапетом. Венера зображена на повний зріст, лежачи на подушках. Музикант сидить на краю ліжка спиною до неї, але повернутий обличчям до неї. Вона, навпаки, відвернута вправо. Він одягнений у сучасне вбрання XVI століття, як і всі маленькі фігури на тлі пейзажу, а на поясі у нього меч або кинджал. Лівий верхній кут займає велика червона драпіровка, а в менш широких версіях — драпірований правий верхній кут. Ззовні — широкий пейзаж, який поділяється на два типи. На двох версіях Прадо зображені алеї дерев і фонтан у садах, схожих на палацові. Інші версії мають більш відкритий пейзаж, що веде до далеких гір.

## Лежачі оголені тіла Тіціана

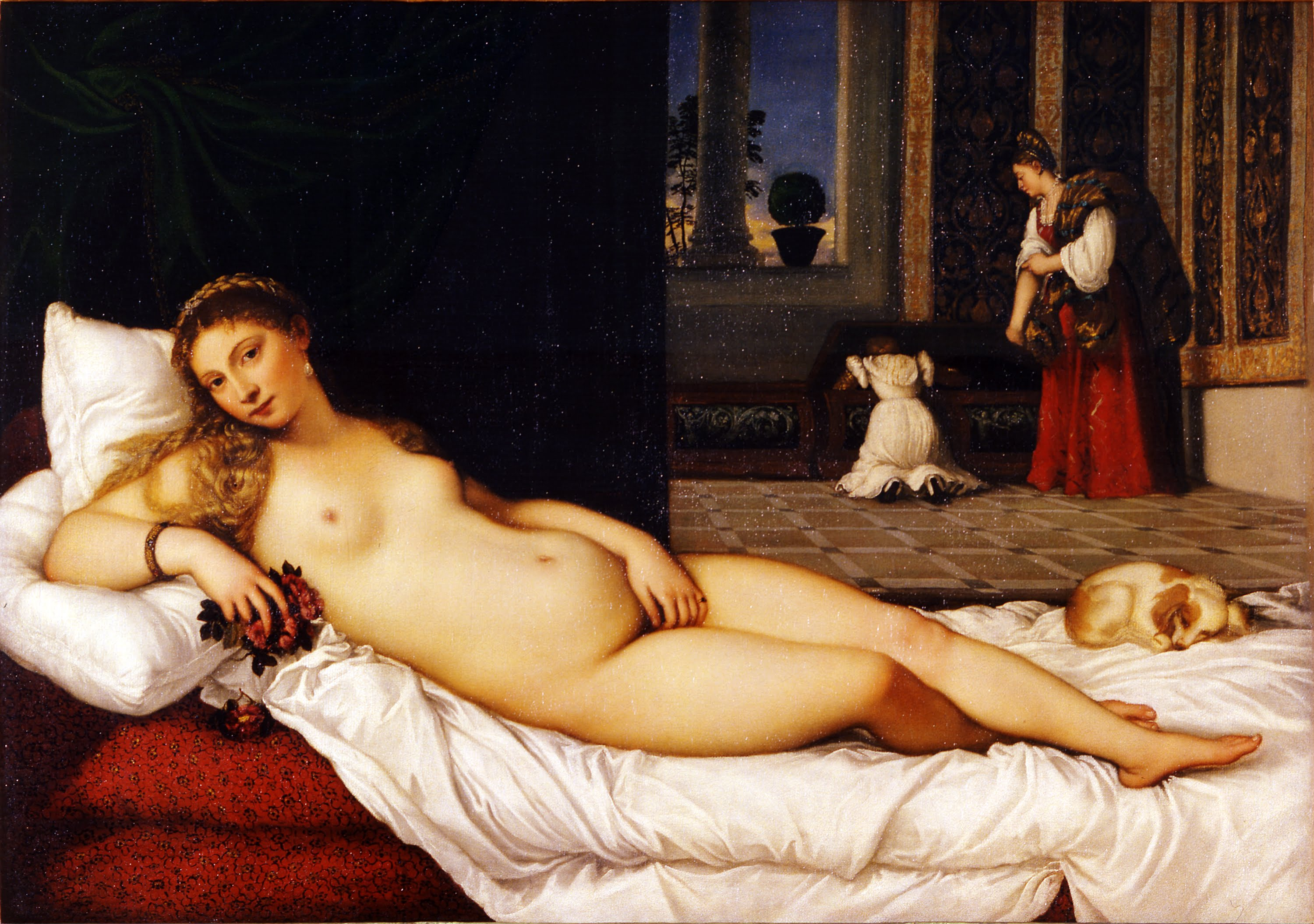
«Венера Урбінська» Тіціана, бл. 1534, Уффіці, здебільшого та сама поза в зворотному напрямку

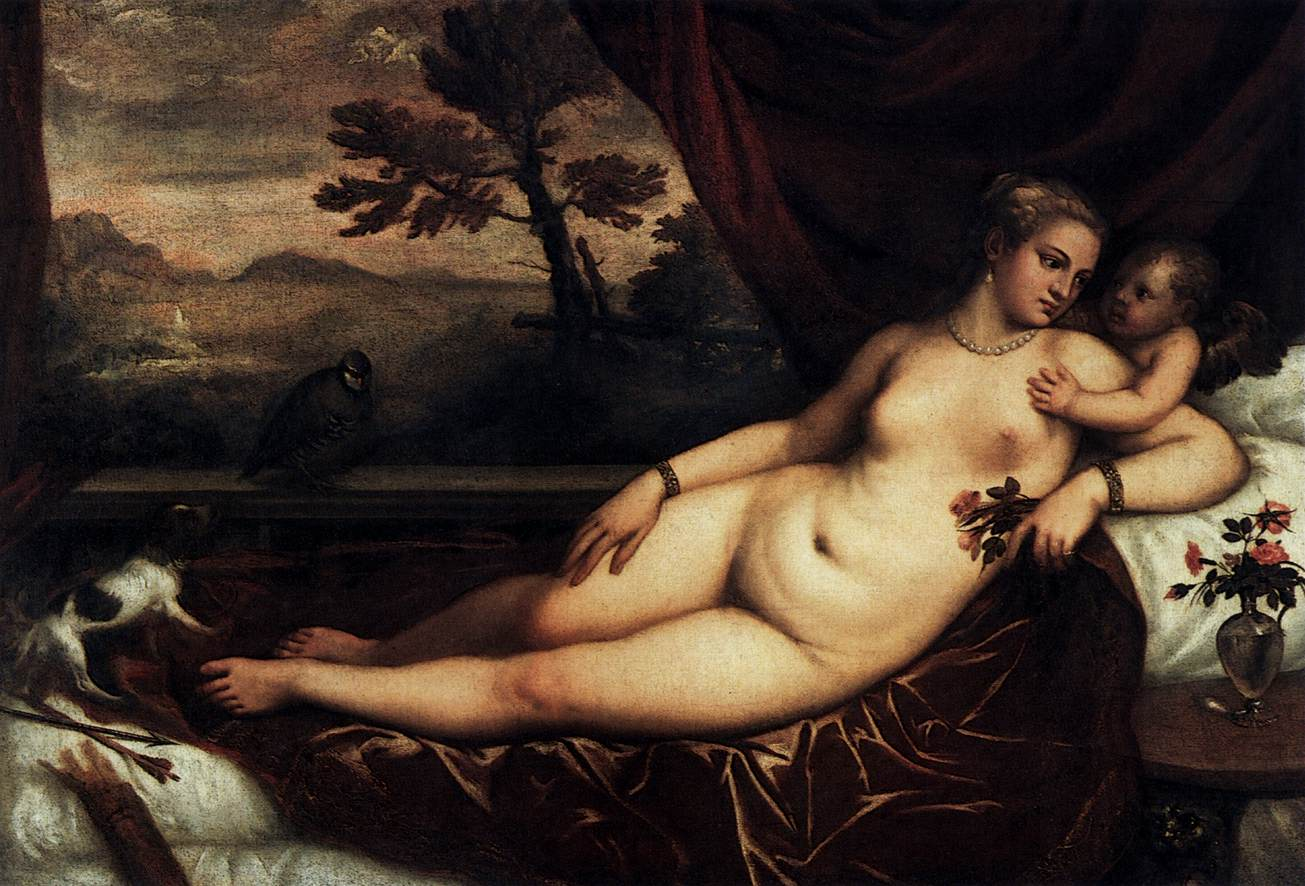
«Венера і Купідон з собакою і куріпкою», в основному майстерня Тіціана, бл. 1555, Уффіці

Картина є остаточним розвитком композицій Тіціана з лежачою оголеною жінкою у венеціанському стилі. Після смерті Джорджоне в 1510 році Тіціан завершив свою «Дрезденську Венеру», а потім близько 1534 року написав «Венеру Урбінську». Повторення цього твору з 1545 року, можливо, загублений запис Венери, надісланий Карлу V, «став основою» для серії «Венера і музикант». На відміну від них, Амур у більшості версій «Венери і музиканта» дозволяє чітко ідентифікувати жінку як Венеру, незважаючи на сучасний декор.
В іншому випадку картина потрапляє до категорії куртизанок, хоча їх також часто описують як «Венеру», лише щоб зберегти деяку пристойність. На картині розкута Венера повністю оголена, за винятком марлевої тканини на промежині в деяких версіях, але носить кілька дуже дорогих прикрас, що є типовим для зображень куртизанок. Музикант ошатно вдягнений і має при собі холодну зброю, в деяких версіях — великий меч із позолоченою фурнітурою. Його можна сприймати як клієнта дорогої венеціанської куртизанки.
Серед інших лежачих оголених натур — «Венера Пардо» (або «Юпітер і Антіопа», нині в Луврі), «ця важка спроба відновити його ранній стиль», написана в середині 1540-х років. Більш оригінальна композиція та статура, також розпочата в середині 1540-х років, але з версіями, написаними в 1550-х і, можливо, 1560-х роках, використовується в серії картин Данаї, в якій Кеннет Кларк вбачає прийняття Тіціаном умовностей щодо оголеної натури, що панували за межами Венеції; «в решті Італії тіла зовсім іншої форми вже давно були в моді».
Для Кларка Венера з «Венери і Музиканта», де голова змінює напрямок, а тіло залишається незмінним, є «повністю венеціанською, молодшою сестрою всіх тих дорогих дам, яких Пальма Веккіо, Паріс Бордоне та Боніфаціо малювали для місцевого споживання». Оголені фігури «багаті, важкі та трохи грубі… Венери цієї серії не є провокаційними. Майже брутальна безпосередність, з якою їхні тіла представлені нам, робить їх, тепер, коли їхня делікатна текстура була видалена реставрацією, надзвичайно неафродизіачними. Більше того, вони набагато більш умовні, ніж здається на перший погляд».

## Алегорія?
Еротична привабливість теми очевидна, але деякі критики стверджують про більш алегоричне значення, пов'язане з оцінкою краси як очима, так і вухами та перевагою першої. У той час як два органісти з Прадо, здається, все ще грають, з однією рукою на клавіатурі в першій версії та двома в другій, берлінський органіст покинув гру, щоб дивитися на Венеру, чому Ервін Панофскі надав великого значення, як символ «тріумфу зору над слухом». Зображення органів було піддано критиці органістів: «Труби надто присадкуваті, і якби вони взагалі звучали, це створювало б пухке, неелегантне валяння».
Лютністи здатні повертати свої інструменти разом з тілом, і здається, що обидва продовжують грати. За словами Панофського, це «означає, що музикант, перерваний у процесі створення музики видом візуальної краси, втіленої у Венері, перетворився на музиканта, який віддає данину візуальній красі, втіленій у Венері, самим актом створення музики. Важко грати на органі і одночасно милуватися прекрасною жінкою; але легко співати їй серенаду під акомпанемент лютні, приділяючи повну увагу її чарам».
Мода ХХ століття пояснювати картини, посилаючись на витончені доктрини ренесансного неоплатонізму, дійшла і до цієї серії, хоча у випадку з Тіціаном такі пояснення викликають ще більший опір, ніж зазвичай. Едгар Вінд відзначив живописну умовність, яку можна побачити також у «Пасторальному концерті» та інших творах, де божественні фігури оголені, а смертні одягнені. У картині «Музикант» «нерівність між смертним і богинею посилюється парадоксом пози. Придворний грає музику під натхненням кохання… він не дивиться на богиню безпосередньо, але повертає голову через плече, щоб подивитися на неї; таким чином він здійснює платонівську ἐπιστροφἠ, зворотний погляд, завдяки якому тільки смертний може сподіватися зустрітися з трансцендентною Красою». Проте пізніше Вінд описує цю композицію як «дещо нудну виставу».
Хоча між алегоричною інтерпретацією та більш прямолінійною декоративно-еротичною не існує неминучої сперечності, новітні дослідники часто відкидали або принаймні применшували алегоричну інтерпретацію. Ульріх Міддельдорф у 1947 році започаткував реакцію: «Головні фігури на картині Тіціана „Любов небесна і Любов земна“ (Галерея Борґезе, Рим) володіють гідністю і чистотою, які роблять прийнятною будь-яку високопарну інтерпретацію картини. Це цілком унікальна картина, яку ми цілком можемо уявити як таку, що була написана відповідно до високих смаків надзвичайно вишуканої людини. Характер пізніших „Венери“ і „Данаї“ Тіціана, однак, здається, ставить їх на нескінченно нижчий рівень. Вони прекрасні, але вульгарні у порівнянні з „Любов'ю небесною і Любов'ю земною“. Також той факт, що вони були виготовлені в надзвичайній кількості реплік, не заохочує до спроби шукати в них чистоту помислів…. Коротше кажучи, важко уникнути підозри, що ці картини були радше „декоративними меблями“, ніж глибокими філософськими трактатами. А кімнати, які вони … мали прикрашати, були спальнями».

## Дві версії Прадо

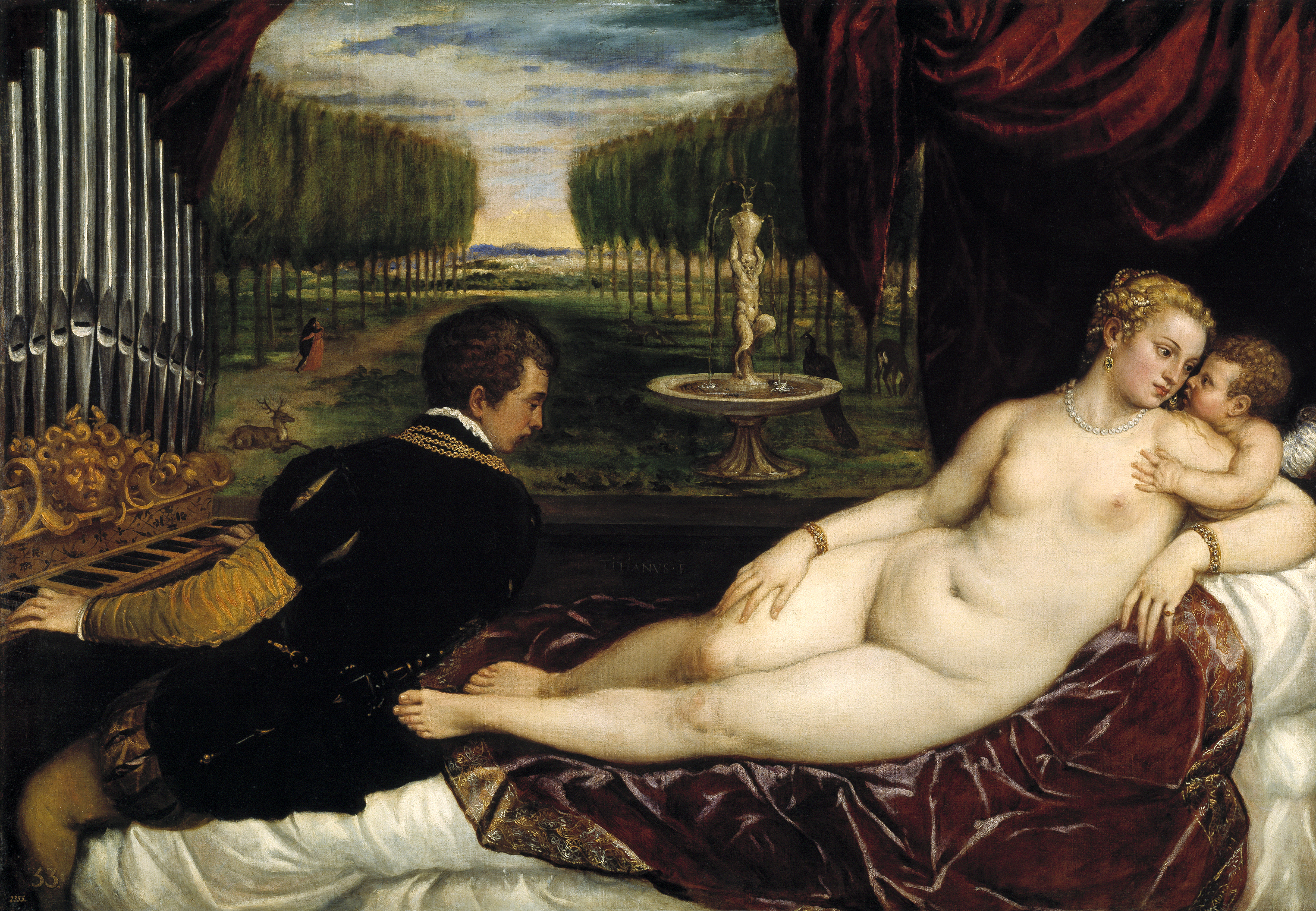
Друга версія Прадо, з амуром, бл. 1555 рік

Найдавнішим записом версії композиції є композиція з органістом, яка, як відомо, була намальована для Карла V, імператора Священної Римської імперії, коли Тіціан був в Аугсбурзі в 1548 році, імператор потім подарував її своєму міністру, кардиналу Гранвелле. Але невідомо, яка це, хоча обидві версії в Музеї Прадо в Мадриді, як стверджується, це були, особливо «Венера з органістом і собакою», ширша з двох (148 x 217 см; це Прадо 420). Зараз Прадо вважає, що це приблизно 1550 рік, таким чином виключаючи, що це не оригінальна картина кардинала Гранвелла, що було звичайною думкою, доки Прадо нещодавно не переглянув свою дату. На ній є собака, і це єдина версія, що обговорюється тут, без Амура. Після редагування Прадо, версія, яку Карл V надав Гранвелю, вважається відсутньою і вважається втраченою.
Хоча на картині відсутній атрибут Венери — купідон, її завжди вважають зображенням богині. На відміну від інших версій, вважається, що картина може прославляти шлюб. Жінка носить обручку і не має жодного з традиційних атрибутів Венери. У порівнянні з іншими Венерами Тіціана, її не супроводжує Амур, і «це єдина картина, де обидві фігури мають індивідуальні риси».
Рентгенографія показує, що Тіціан вносив зміни під час виконання картини. Початковий варіант картини був більш сміливим: Венера розкуто лежала, прикута поглядом до музиканта, чого немає в жодній з обговорюваних тут версій. Ймовірно, замовник або художник вирішили, що таке розташування є занадто провокативним, тому голову Венери повернули, а також додали собаку на колінах, щоб їй було на що подивитися, а також до чого доторкнутися, таким чином посилюючи будь-яку алегорію почуттів, яка могла б бути задуманою. Тепер Венері відведена більш пасивна роль.
Він належав адвокату на ім'я Франческо Ассоніка, якого Тіціан професійно використовував і згадує як друга художника, а також мав інші картини Тіціана. Можливо, це було намальовано для нього. Він залишався у Венеції до 1620-х років, і був там намальований Антонісос ван Дейком, і, ймовірно, у зв'язку з ним придбаний для колекції Карла I Англійського. Після його страти полковник Джон Гатчінсон купив її 1649 року за 165 фунтів стерлінгів на розпродажі картин Карла. Того ж дня Гатчінсон заплатив 600 фунтів за «Венеру Пардо» або «Юпітера і Антіопу» Тіціана. У 1651/52 роках її купив за 600 фунтів Давід Тенірс молодший як агент Габсбургів і відправив до Мадрида для іспанської королівської колекції, де вона перебувала до того, як колекція була перенесена до Прадо. Кілька копій було зроблено під час перебування картини в Англії, і Королівська колекція мала одну до часів Англії Карла II, яка, можливо, є хорошою копією, яку вони мають досі.
Інша версія Прадо, «Венера з органістом і амуром» (148 x 217 см, Прадо 421, підписана «TITIANUS F.») з амуром, а не собакою, як дехто вважав, датується 1547—1548 роками, але наразі її датують бл. 1555 роком. Мігель Фаломір каже, що нещодавні рентгенівські та інфрачервоні рефлексографії чітко показала, що ця картина була перенесена з іншої версії Прадо (хоча вони не були знову об'єднані в іспанській королівській колекції протягом більше століття). Тіціан і його майстерня часто використовували копіювання основних елементів для створення копій.
Раніше вважалося, що це версія Карла V і Гранвелла 1648 року, що, за умови правильного датування, виключається нинішнім. Вона перебувала в іспанській королівській колекції щонайменше з 1626 року, коли Кассіано дель Поццо записав її в Мадриді, і фігурує в пізніших інвентарних списках. Вважалося, що це була одна з картин Гранвеля, куплена (через імператорське викручування рук) Рудольфом II, імператором Священної Римської імперії, у спадкоємців Ганвеля в 1600 році, а згодом була передана Філіппу III Іспанському. Г'ю Тревор-Ропер вважав, що органіст «має риси Філіпа [II]», але це, здається, думка меншості серед останніх джерел; вважалося, що берлінська версія також показує його; Пенні звертає увагу на змінну якість берлінської версії, і називає живопис голови «чудовим», де драпірування — «тьмяним», орган — «рутинним», а собаку — «натхненням».

## Лютністські версії

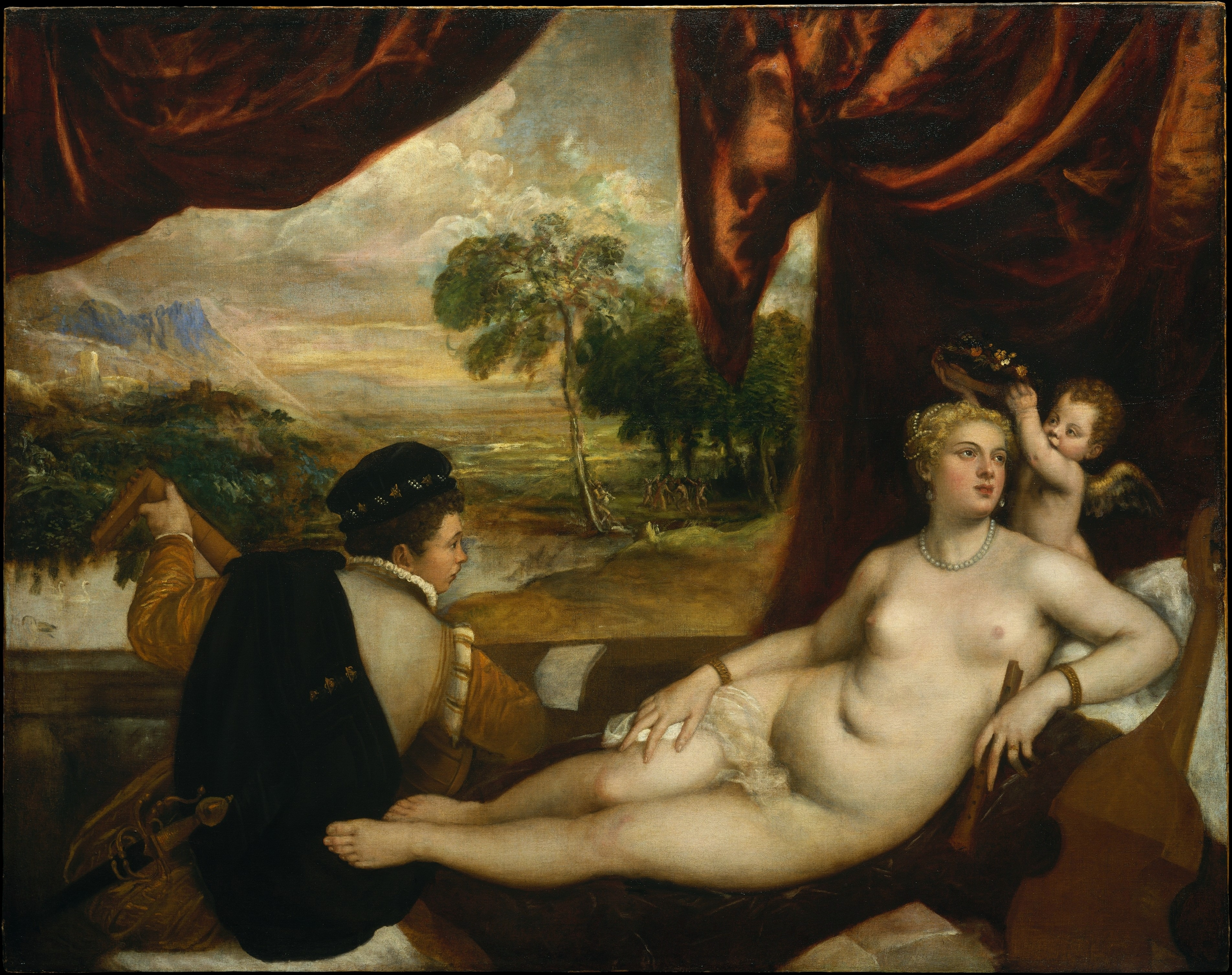
«Венера з лютністом», бл. 1565–70, Музей мистецтв Метрополітен, Нью-Йорк

Дві основні версії «Венери і Амура з лютністом» схожі в усьому, крім деталей. Той, що зберігається в Музеї Фіцвільяма в Кембриджі, є більш раннім, датований музеєм 1555–65 роками, розміром 150,5 x 196,8 см, і приписують як раз Тіціану. Ймовірно, він належав Рудольфу II, імператору Священної Римської імперії, і, безсумнівно, був в Імператорській колекції в Празі до 1621 року. Потім він пішов шляхом найкращого з цієї колекції: пограбований шведами в 1648 році, вивезений до Риму шведською королевою Христиною, коли вона зреклася престолу, проданий до Орлеанської колекції після її смерті та, нарешті, виставлений на аукціон у Лондоні після Французької революції. Його придбав Річард ФіцВільям, 7-й віконт ФіцВільям у 1798/99 рр., чиї заповідані колекції після його смерті в 1816 р. заснували музей.
Метрополітен-музей датує свою версію, яку він називає «Венера та лютніст», бл. 1565–70 (65 x 82 1/2 дюймів/165,1 x 209,6 см), і приписує її Тіціану та його майстерні. Вона була простежена за Кембриджською версією, і цілком можливо, що у Венеції зберігалася заготовка або «студійна версія» для копіювання. Можливо, вона зберігалася в майстерні протягом багатьох років, над нею працювали епізодично, оскільки пейзаж високої якості, «написаний зі швидкістю і владністю у вільному стилі Тіціана», схоже, відповідає його стилю близько 1560 року, але інші частини не відповідають йому. Можливо, він був незавершеним на момент смерті Тіціана в 1576 році, а потім «після його смерті певні частини, такі як обличчя і руки Венери, були доведені до набагато вищого ступеня завершеності», а деякі ділянки залишилися незавершеними.
Нью-йоркська версія належала членам Савойської королівської родини щонайпізніше з 1624 року до деякого часу після 1742 року. Потім вона потрапила до Англії і належала Томасу Коку, 1-му графу Лестера (пом. 1759 р.) та його спадкоємцям, поки не була продана дилеру Джозефу Дювіну в 1930 р., який продав її музею в 1933 р. Вона перебувала в Голкем-Голі в Норфолку, і в старих джерелах може називатися «Голкемська Венера».
Інші версії з лютністом, можливо, принаймні з майстерні Тіціана, є одна в Бордо, а одна знищена під час Другої світової війни в Дрездені.

## Подальше читання
- Панофскі, Ервін, Проблеми Тіціана, переважно іконографічні, 1969